# 제임스 와일더
제임스 와일더(James Wilder, 1968년 8월 5일 ~ )는 미국의 배우이다.
클리블랜드에서 태어났다.

## 출연 작품
- 분노의 건샷 (2015년)
- 마인드 게임즈 (2003년) - 브라이언 역
- 나이트 클럽 (2001년)
- 버닝 다운 더 하우스 (2001년)
- 퍼퓸 (2001년)
- 클로징 더 딜 (2000년)
- 플라이페이퍼 (1999년) - 제리 역
- Charades (1998)
- 아이보리 타워 (1998년) - 자비스 콘 역
- 앨리와 나 (1997년)
- 마더스 킬러 (1997년)
- 페이스 (1996년)
- 위장된 음모 (1996년)
- 나이트 아울 (1993년)
- 글래스 루츠 (1992년)
- 카멜레온 (1992년)
- 청춘의 빛 (1991, Scorchers)
- 정의의 수호자 (1990년)
- 스테이트 파크 (1988년)
- 일방통행 (1988, Murder One)